# سيباستيان بيرير
سيباستيان بيرير (بالفرنسية: Sébastien Perrier)‏ هو متسلق جبال تزلج ‏ فرنسي، ولد في 19 مارس 1987.